# Libra neozelandesa
La libra neozelandesa (Símbolo: £ o NZ£ para distinguirse) fue la moneda corriente de Nueva Zelanda de 1840 a 1967, cuando fue reemplazada por el dólar neozelandés.
Igual que la libra esterlina, estaba subdivida en 20 chelines (símbolo s) y cada chelín en 12 peniques (símbolo d). Como resultado de la Gran Depresión de la década de 1930, el mercado de exportación agrícola de Nueva Zelanda hacia el Reino Unido fue gravemente afectado. Los bancos australianos, quienes controlaban los intercambios neozelandeses con Londres, decidieron devaluar la libra neozelandesa en relación con la libra esterlina en el Reino Unido. En 1933, la libra neozelandesa valía solo 16 chelines de la libra esterlina. En 1948 sin embargo, se restauró nuevamente al valor original de la libra esterlina. En 1967 Nueva Zelanda decimalizó su moneda sustituyéndola con el dólar neozelandés al valor de $2 = £1 (ó $1 = 10s). En noviembre de ese año, la libra esterlina se devaluó, y Nueva Zelanda aprovechó esa oportunidad para alinear su nuevo dólar a la paridad con el dólar australiano.

## Monedas
Inicialmente, monedas británicas y australianas circulaban en Nueva Zelanda. La devaluación de la libra neozelandesa en relación con la libra esterlina en la década de 1930 dio lugar a la emisión de monedas neozelandesas en 1933, con denominaciones de 3d, 6d, 1s, 2s (un florín) y 2½s (media corona), acuñadas con un 50% de plata hasta 1946 y en cuproníquel desde 1947. En 1940 monedas de bronce de ½d y 1d fueron introducidas. Todas esas monedas tienen el mismo diámetro y peso que sus equivalentes en monedas australianas y británicas (aunque Australia nunca acuñó la media corona).

## Billetes
Antes de 1934, bancos de comercio privados emitieron billetes. Los primeros billetes hechos en Nueva Zelanda fueron hechos en 1840 por la New Zealand Bankig Company at Russell seguido, unos meses más tarde por el Union Bank of Australia in Wellington. Estos bancos emitieron billetes en Nueva Zelanda:
- New Zealand Banking Company (1840–1845)
- Union Bank of Australia (1840–1934)
- Otago Banking Company (unsuccessful issuer in 1851)
- Oriental Bank Corporation (1857–1861)
- Bank of New South Wales (1861–1934)
- Bank of New Zealand (1861–1934)
- National Australia Bank (1863–1934)
- Bank of Auckland (1864–1867)
- Bank of Otago (1864–1874)
- Colonial Bank of New Zealand (1873–1895)
- National Bank of New Zealand (1874–1934)
- Bank of Aotearoa (unsuccessful issuer c. 1886)
- Commercial Bank of Australia (1912–1934)

Entre 1852 y 1856, el Colonial Bank of Issue fue el único cuerpo emisor de billetes. La desconfianza pública de estos billetes llevó al banco a rendirse frente a los billetes del Union Bank. El descubrimiento de oro en 1861 alentó a los bancos en Nueva Zelanda a competir dando lugar a una variedad de billetes. En 1924 la demanda pública llevó a los 6 bancos emisores a acordar tamaños y colores para cada billete.
Cuando el Banco de Reserva de Nueva Zelanda fue fundado el 1 de agosto de 1934 bajo la ley del Banco de Reserva de Nueva Zelanda n.º 1933, se convirtió en el único emisor de billetes. Esta agencia gubernamental introdujo billetes de 10s, £1, £5 y £50. En 1940 billetes de £10 fueron introducidos. Solo 2 series de billetes de £1 fueron impresas. La primera (1934-40) con el retrato de Matutaera Te Pukepuke Te Paue Te Karato Te-a-Pōtatau Tāwhiao, y la segunda (1940-67) con el retrato del capitán James Cook.

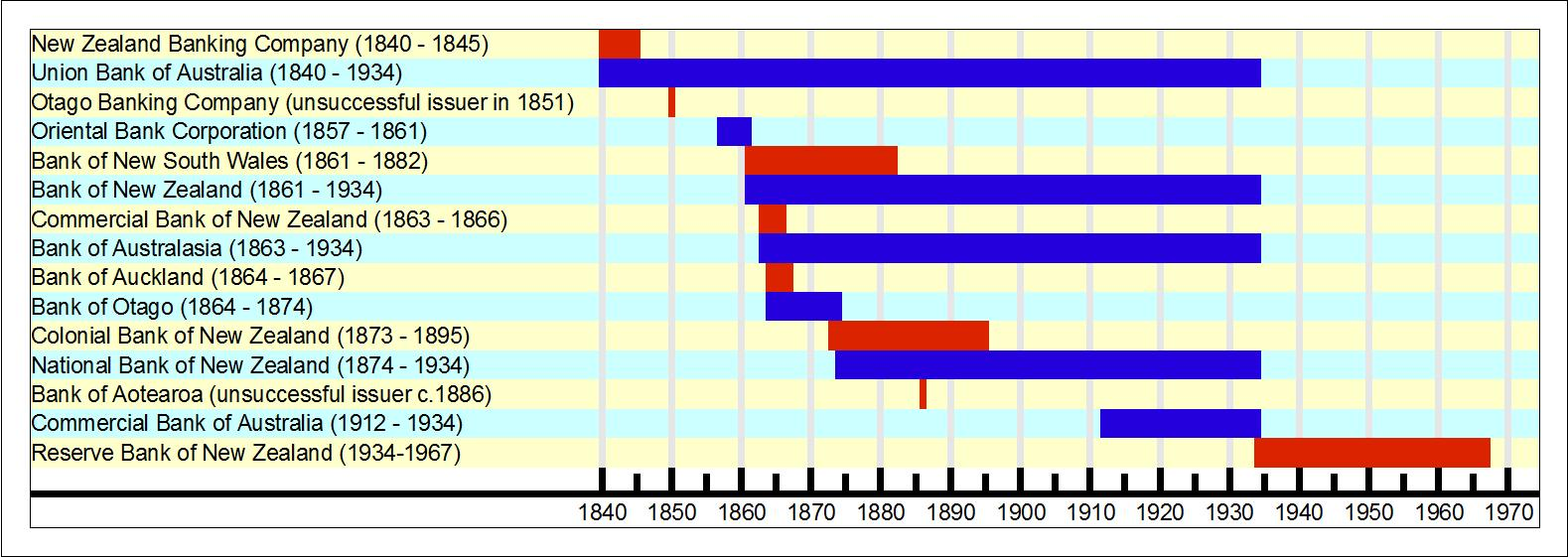
Bancos que emitieron la libra neozelandesa entre 1840 y 1970.

## Situación Actual
Las monedas y billetes no cancelados emitidos por los 6 bancos privados operando en 1934 como el Banco de Reserva de Nueva Zelanda (RBNZ por sus siglas en inglés) son todavía redimibles en sus oficinas de Wellington. El RBNZ tiene la obligación de redimir billetes de bancos privados. Bajo la ley del Banco de Reserva de Nueva Zelanda N.º 1933 el oro que poseía el RBNZ fue confiscado y pagado en billetes.
En todos los casos, el valor para los coleccionistas es más alto que su valor nominal, debido a su rareza. Un buen ejemplo es la primera edición de £1 del Union Bank de la década de 1840 que regresó a Nueva Zelanda en 1934 para su redención al valor nominal, por su dueño en Estados Unidos, hoy en día, un billete como ese puede valer más de £10.000 libras esterlinas. Billetes de £50 son extremadamente raros y tienen un valor muy alto para los coleccionistas. Un billete firmado por el jefe de cajeros T.P. Hanna sin circular puede alcanzar un valor de NZ$25.000 (25.000 dólares neozelandeses) acordando con la lista de valores de monedas y billetes de Nueva Zelanda.